# American Nuclear Society
 (juin 2013).
Si vous disposez d'ouvrages ou d'articles de référence ou si vous connaissez des sites web de qualité traitant du thème abordé ici, merci de compléter l'article en donnant les références utiles à sa vérifiabilité et en les liant à la section « Notes et références ».
Pour les articles homonymes, voir ANS.
L'American Nuclear Society (ANS) est une organisation internationale américaine à but non lucratif de loi 501c, une société savante scientifique et éducative.
Son effectif serait d'environ 10 500 scientifiques, des ingénieurs, des éducateurs, des étudiants et autres membres associés.
En 2013, il y a 54 sections locales aux États-Unis et sept sections locales hors États-Unis plus une affiliée, 24 branches associatives de centrales nucléaires et de 34 sections étudiantes. Les membres de l'ANS représenteraient plus de 1 750 entreprises, établissements d'enseignement et des organismes gouvernementaux.